# Teorema di Bell
In fisica teorica, il teorema di Bell afferma, nella forma più immediata, che nessuna teoria locale a variabili nascoste può riprodurre le predizioni della meccanica quantistica.
Elaborato da John Stewart Bell, è considerato un importante contributo alla meccanica quantistica, che ne evidenzia il controintuitivo carattere non-locale, toccando questioni fondamentali per la filosofia della fisica.

## Significato
L'articolo del 1964 che espone il teorema è intitolato "Sul paradosso Einstein-Podolsky-Rosen". 
Il paradosso Einstein-Podolsky-Rosen (paradosso EPR) è un esperimento mentale che nel 1935, presumendo valido il realismo locale, ossia le nozioni intuitive che i parametri delle particelle abbiano valori definiti indipendentemente dall'atto di osservazione e che gli effetti fisici abbiano una velocità di propagazione finita, evidenziò il carattere non locale della meccanica quantistica nella sua interpretazione ortodossa, ossia il fenomeno dell'entanglement, giudicandolo incompatibile con la realtà fisica (da cui il paradosso) e concludendo per l'incompletezza della teoria, cioè per la presenza di variabili nascoste. Imponendo la condizione di realismo locale e ampliando la versione dell'argomento di EPR proposta da David Bohm nel 1951, con l'inserimento nel calcolo delle probabilità anche di misure di spin su angolazioni intermedie, rispetto alle sole ortogonali, Bell ha dimostrato che ne derivano alcune restrizioni delle correlazioni statistiche previste dalla meccanica quantistica tra misure su particelle entangled. La condizione di realismo locale si rivela quindi incompatibile con la meccanica quantistica.

## Esperimenti
Le restrizioni statistiche evidenziate dal teorema, espresse matematicamente da relazioni di disuguaglianza chiamate disuguaglianze di Bell, permettono, come suggerito dallo stesso Bell, una verifica sperimentale tramite misure della polarizzazione di fotoni. Gli esperimenti effettuati negli anni '80 e '90 del Novecento avevano indicato, con alta probabilità, che le disuguaglianze di Bell sono violate. In ognuno di essi c’era però qualche spiegazione ad hoc (loophole) che rendeva possibile sostenere che la violazione delle disuguaglianze di Bell fosse solo apparente. Ulteriori esperimenti effettuati nel corso del 2015 da diversi gruppi indipendenti sono riusciti ad evitare tali loophole, fornendo risultati conclusivi. Vi è quindi una prova empirica contro il realismo locale e a favore dell'esistenza di quelle che Einstein, Podolsky e Rosen consideravano "raccapriccianti azioni a distanza", ovvero del fenomeno dell'entanglement. Questi esperimenti dimostrano quindi che il principio di località deve essere abbandonato anche nell'ipotesi dell'esistenza di variabili nascoste, fornendo un'ulteriore prova a favore del carattere non-locale della meccanica quantistica.

## Implicazioni
Dall'esito dei test più recenti sulle disuguaglianze di Bell consegue che la meccanica quantistica non può essere completata mediante l'aggiunta di variabili nascoste locali: essa risulta essere intrinsecamente non locale, sia nell'anti-realistica formulazione di Copenaghen, sia in quelle, come l'interpretazione di Bohm, che includono variabili nascoste non-locali per reintrodurre il realismo di tutte le proprietà fisiche di un sistema quantistico, anche prima di una misura. La non-località quantistica non risulta in contraddizione con la relatività ristretta: Abner Shimony, fisico e filosofo statunitense, parlò di "pacifica coesistenza" tra meccanica quantistica e relatività ristretta. I principi di quest'ultima sono salvaguardati dal teorema di non-comunicazione, che impedisce l'uso di correlazioni quantistiche non-locali per comunicare informazioni a velocità superiore a quella della luce nel vuoto. Le correlazioni quantistiche, non essendo interazioni fisiche, risultano empiricamente compatibili con la relatività ristretta.
Stante l'esito degli esperimenti sulle disuguaglianze di Bell, l'unica possibilità rimasta per sostenere la località della meccanica quantistica resta la tesi del super-determinismo, il quale nega il principio del libero arbitrio e non può essere falsificato da test sperimentali. Il super-determinismo, introdotto da Gerard 't Hooft nel 2007, assume che in un esperimento lo sperimentatore non sia libero di scegliere le condizioni in cui condurlo. Postula quindi una relazione tra il risultato dell'esperimento e la scelta che si farà: si ottengono certi risultati sperimentali perché si è determinati dall'esterno a impostare l'esperimento in un dato modo. Risulta difficilmente comprensibile la ragione della rinuncia al principio del libero arbitrio al fine di mantenere la località in meccanica quantistica; infatti, l'origine della non-località quantistica risiede nel fatto che la funzione d'onda {\displaystyle \psi } non è definita nello spazio euclideo, ma nello spazio delle configurazioni, uno spazio astratto a {\displaystyle 3N} dimensioni, che contiene le coordinate di tutte le {\displaystyle N} particelle del sistema. La funzione d'onda {\displaystyle \psi } è quindi strutturalmente non-locale e di conseguenza la meccanica quantistica è non-locale in qualsiasi sua interpretazione. Tuttavia tale caratteristica non implica, grazie al teorema di non-comunicazione, nessuna violazione del principio di causalità insito nella relatività ristretta.